# 文昭甄皇后
文昭甄皇后（183年1月26日—221年8月4日），名不详，史称甄夫人。後世又有甄姬、甄宓等稱呼，中山郡毋極縣渭陽里（今河北省无极县）人，上蔡令甄逸之女。魏文帝曹丕的妻妾，魏明帝曹叡的生母。
甄氏三岁丧父。建安中期，袁绍为次子袁熙娶之为妻。建安四年（199年）袁熙出任幽州刺史，甄氏留在冀州侍奉袁绍的妻子刘氏。建安九年（204年），曹操率军攻下邺城，甄氏因为姿貌绝伦，被曹丕所纳，甚得宠爱，生下儿子曹叡和女儿曹氏（即东乡公主）。延康元年（220年），曹丕继位魏王，六月率军南征，甄氏被留在邺城。黄初元年（220年），曹丕称帝，山阳公刘协进献二女为曹丕妃嫔，后宫中郭贵嫔，李贵人和阴贵人都得到宠幸，甄氏愈发失意，有微言，曹丕大怒，黄初二年（221年）六月，遣使赐死甄氏，葬于邺城。黄初七年（226年）五月，曹丕病重，立甄氏的儿子平原王曹叡为太子。曹叡即位后，追谥甄氏曰文昭皇后。太和四年十二月辛未日（231年2月17日），明帝曹叡将甄氏改葬于朝阳陵。

## 生平经历

### 闺中博士
文昭皇后是汉太保甄邯的后代，家中世袭二千石俸禄的官职。父亲甄逸曾任上蔡令，母亲张氏是常山人，生有三子五女。
甄后生于183年1月26日（光和五年十二月丁酉），每天晚上睡觉的时候，家里人都彷彿看到有人把玉衣盖在她身上，大家对此都很奇怪。甄氏三岁的时候，父亲甄逸去世，甄氏哭的非常伤心，家内和周围的人更加感到她有别于众了。之后相士刘良为甄氏以及甄逸其他子女看相，刘良指着甄氏说：“这个女孩将来贵不可言。”甄氏从小到大，都不好戏弄。八岁时，院子外有骑着马耍杂技的人，甄氏的家人及几个姐姐都上阁楼观看，只有她不去，几个姐姐奇怪而责问她，甄氏便回答说：“这难道是女孩子看的吗？”甄氏九岁时就非常喜欢读书，博闻强识，只要看过的篇目就立刻领悟，还多次用她哥哥的笔砚写字，哥哥对她说：“女人应该学习女工。读书学习有什么用，难道你以后还想做女博士（官名）吗？”甄氏回答说：“古时候贤德的女子，都要学习前人成败的经验，以此来警示自己的。不读书，用什么来借鉴呢？”

### 救济乡里
汉末天下大乱，灾荒连年，百姓们为糊口活命纷纷卖掉家中值钱的东西。当时甄家有大量的谷物储备，趁机收购了很多金银宝物。甄氏当时才十几岁，看到这种情形便对母亲说：“乱世求宝，可不是善策啊，匹夫无罪，怀璧其罪，这就是人们常说的因财丧身。再说眼下众多百姓都在饥饿之中，不如将家里的谷物开仓赈济四方乡邻，这才算是一种惠及众人的德行。”全家人都认为她说得有道理，于是将家中的粮食全部无偿分发给邻里乡亲。
甄氏十四岁时，二哥甄俨去世，甄氏非常悲伤，对待寡嫂态度敬爱谦和，时时处处帮助她打理家事，还尽心照顾甄俨留下来的孩子，極其疼爱。甄氏母亲性格严厉，对几个儿媳妇态度不一，甄氏几次劝母亲：“二哥不幸早终，二嫂年纪轻轻就守寡，还要照顾留下的孩子，虽然她是儿媳妇，但应该爱护她像自己的女儿。”母亲听了甄氏的话感动得流泪，之后便让甄氏与二嫂时常走动，起居都在一起，关系十分亲密。
建安年间，袁绍为他的次子袁熙聘娶了甄氏为妻，建安三年（199年），袁绍打败公孙瓒，任命甄氏的丈夫袁熙为幽州刺史，甄氏则留在邺城侍奉家姑刘氏。

### 再嫁称贤
建安九年（204年），冀州邺城被曹操攻破，甄氏被曹操之子曹丕所纳。当时有一说法：曹操攻下邺，曹丕先进袁府，看到有个少妇披头散发，脸上很脏，躲在刘夫人身后哭泣，曹丕问她是谁，刘夫人回答：“是袁熙的妻子。”然后曹丕帮她把发髻挽起，用手巾擦拭面庞，发现她姿色绝伦。之后，刘夫人对甄氏说：「现在不用担心被杀了！”于是曹丕便纳甄氏，十分宠爱。还有一说：刘夫人和甄氏共坐大堂上。曹丕进入袁府中，见到刘夫人和甄氏，甄氏因为害怕，把头伏在刘夫人膝上，刘夫人让人把自己手绑起来。曹丕问：“刘夫人为什么要这样？让你的儿媳妇把头抬起来。”刘夫人捧起甄氏，让她抬起头来，曹丕看见她美貌非凡，便心悦于她。曹操听闻了曹丕的心思，就为他迎娶了甄氏。甄氏嫁给曹丕后，独得宠爱，擅室数年，孔融說武王克殷、周朝部隊進入朝歌以后，殷帝辛的寵妃妲己姿色妖豔，為周公所喜，后來便成為周公的侍妾，享受著永久的榮華富貴。然而，孔融此語並無史據，僅為影射曹丕於曹操軍攻陷鄴城之後，將大敵袁熙之妻甄氏據為己有，藉以諷刺曹操無德。
甄氏生下儿子曹叡和女儿曹氏（东乡公主）。
甄氏对曹丕妾侍中有宠的劝勉她们努力上进，对无宠的也安慰开导，并常常在闲宴上劝曹丕说：「古时黄帝子孙繁盛，是因为妻妾多的缘故。所以夫君也应该多纳贤淑美好的女子，才能使子嗣旺盛。」曹丕听了心中很嘉许。之后曹丕要驱逐任氏，甄氏请求曹丕说：「任氏是乡党名族，不论品德、美色，我都比不上，为什么要遣走她？」曹丕说：「任氏性子急躁，不温柔，之前她怨恨我不是一次了，所以遣她。」甄氏哭着坚持请求说：「我受你的敬重之恩，所有人都知道，肯定会猜测任氏被驱逐，是因为我的缘故。往上公婆会说我自私，往下则会受到专宠之罪，希望你能重新考虑！」曹丕不听，还是坚持遣走了任氏。建安十三年（208年），曹操的爱子曹冲去世，曹操为曹冲辦冥婚，聘甄氏家族中的亡女为妃。

### 孝顺家姑
建安十六年（211年）七月，曹操西征，随行的卞夫人途中生病留在孟津，曹丕和甄氏留守于邺城。当时卞夫人身体抱恙，甄氏不能及时照顾问候，急得寝食难安，时常偷偷哭泣。身边下人告诉她说卞夫人病好了，甄氏仍然不信，说：“夫人在家，老毛病常犯，每次都得很久痊愈，这次怎么好的这么快？你们一定是想要安慰我。”所以更加忧心。之后得卞夫人回信，说身体已经恢复，甄氏才放心起来。
建安十七年（212年）正月，大军回邺，甄氏去迎接，看到卞夫人时悲喜交加，周围的人看了都感动不已。卞夫人见甄氏这么关心自己，也忍不住流泪，还说：“新媳妇怕我上次生病也会象以前那样反复难愈吗？我只是有点不舒服，小病而已，十几天就好了。你看看我的气色很好呢。”然后叹道：“真是孝顺的媳妇啊！”
建安二十一年（216年），曹操东征孙权，卞夫人、曹丕及曹叡、东乡公主都跟随，当时甄氏因为生病所以留在邺城。建安二十二年（217年）九月，大军还邺城，卞夫人看见甄氏脸色很好，容颜更胜以往，便奇怪的问她：“你跟两个孩子分别那么久，难道不想念他们，怎么脸色这么好，什么原因？”甄氏笑着回答：“曹叡他们跟随夫人，我还有什么可担心的。”

### 死亡之谜
延康元年（220年）正月，曹丕稱王，封曹叡为武德侯。六月率军南征，甄氏留驻在邺城。十月，汉献帝刘协禅让帝位给曹丕。禅位以后，退位为山阳公的刘协把两个女儿许配给曹丕，另有郭贵嫔和李贵人、阴贵人得到宠爱，甄氏日益失意，有微言。
黄初二年（221年）六月，曹丕遣使者将甄氏赐死，葬在邺城。曹丕问周宣说：“我梦见宫殿上两片瓦掉下来，化为双鸳鸯。这是什么征兆呢？”周宣说：“後宫恐怕会有人暴死。”曹丕说：“我是说着骗你的。”周宣说：“做梦只是意念的表現，如果把意念表示出來，就知道是吉是凶了。”话还未说完，黄门令来报告说，後宫中有人彼此残杀。过了不久，曹丕又问周宣：“我昨天梦见一股青烟拔地升天。”周宣说：“天下恐怕会有一位高贵的女子冤死。”当时，曹丕已派人赐给甄夫人赐死的诏书，听了周宣的话很是后悔，于是派人去追赶使者，可惜已经来不及了。
《魏书》记载，黄初元年（220年），曹丕登基为帝，大臣请奏立甄氏为皇后，曹丕发布策立皇后的诏书，甄氏却上表说：“我听说先前朝代之所以兴旺，能够使国祚延绵，没有不是因为后妃的原因，因此一定要对其人选慎重选择，以兴内宫的教化。陛下初登皇位，实在应该选择贤良淑德的人统理后宫。妾自省愚陋，不能够担此重任，又加上已经生病很久，敢守微志。”立皇后的玺书下了三次，甄氏辞让了三次，言辞十分恳切。当时正值盛暑，皇帝希望等到秋凉时再立皇后。后来甄氏病重，六月丁卯，在邺城去世。皇帝哀痛嗟叹不已，追赠皇后玺绶。
然而，魏书的说法并不被历代史家所认同。裴松之在注解《三国志》时，认为魏书的编纂者们写史时使用春秋笔法掩盖真相。文帝不立甄氏为皇后反而杀害她，《魏书》的编篡者及当权者如果认为这是大恶事则应该隐去不写，如果认为这是小恶事则不应该假为之辞，用虚假的语言粉饰太平到了这种地步，实在是之前史书中从没有见过的。推此而言，魏书中所称卞后和甄后的良善言行都难以实论，陈寿将他们删落是应当的。
卢弼在《三国志集解》写道，《资治通鉴》说：丁卯，夫人甄氏卒。当初曹操攻入邺城，文帝见袁熙的妻子中山甄氏貌美而心悦于她，曹操便为文帝聘为妻，生有儿子曹叡。等到文帝即位，安平郭贵嫔得宠，甄夫人留在邺城不得见，失意而有怨言。郭贵嫔谮于文帝，文帝大怒。六月丁卯，遣使赐死甄夫人。胡三省说：等到明帝即位，郭太后因为忧惧而死。可是，黄初二年甄氏被赐死时，曹叡已经十七岁了，难道能不知道他母亲死时的情况，还要等旁人说吗？何焯又说：《魏略》《汉晋春秋》中记载，郭贵嫔进谮而导致曹丕赐死甄氏，曹叡继位后逼杀郭太后，但她死后依然受宗亲之礼，互相矛盾，因此陈寿才不取其说。可是陈寿没有考虑到明悼毛皇后被赐死后，她的家人同样被加官进爵，族人也还是根据礼法升迁了，并且赐给他们官职，因此曹氏之人的心思实在酷虐变诈，不能够想当然的按照常理推测。卢弼又评论道：文帝为五官中郎将在建安十六年，平定邺城在建安九年，《资治通鉴》中所表述有误，是因为延续了《世说新语》的用词。
《三国志集解》中论道，甄皇后之死是由于郭贵嫔进谮于文帝，《三国志·文昭甄皇后》传中说“遣使赐死”，因此用“卒”而不用“崩”来描写；其他皇后去世都用“崩”，明悼毛皇后被赐死也用“卒”，因此《魏书》的记载不可信。史书中對甄后的死因只说“后失意，有怨言”，但是参照前后情势，还有如下几个原因，仅以此佐证。根据《世说新语》记载，曹操攻下邺城，想要召见甄氏，但是身边人都说曹丕已捷足先登，曹操有“今年破贼正为奴”这样的话，曹丕之后久不被立为太子，可能正是由于此。《郭后传》中说“文帝定为嗣，后有谋”，等到曹丕后来登上皇位，因为此事而迁怒于甄氏，宠幸郭贵嫔；另外，明帝死于三十六岁，关于怀疑他是袁氏遗留的骨肉并不是空穴来风，文帝杀掉母亲留下儿子，以此灭口。

### 身后之事
黄初七年（226年），甄氏的儿子魏明帝曹叡即位，追尊甄氏为文昭皇后。
當時在朝中掌管礼乐祭祀的官员奏请之下，于是明帝派司空王朗持节以三牲之礼到甄后陵墓祭祀，又专门为她修建寝庙。太和元年（227年）四月，明帝下诏在洛阳营建祖庙，施工中从地下挖出一块玉玺。此玉玺一寸九分见方，上面刻有“天子羡思慈亲”六个字。明帝持玺而动情，因而备下牲礼到宗庙祭告。此后明帝又多次梦见母亲，益发增加了对母亲的思念之情。于是对诸舅氏按亲疏排出顺序，分别予以任用，赏赐累计达到万两之巨，又擢升甄像为虎贲中郎将。
太和元年（227年）三月，曹叡以中山国魏昌县之安城乡一千户追封甄后的父亲甄逸，谥号安城乡敬侯，其孙甄像承袭爵位。
太和四年（230年），甄后的母亲敬候夫人张氏病故，太常韩暨上奏说：天子不应当为外祖母服丧。尚书上奏说：“汉代没有为外祖父母制定的礼法。”尚书赵咨等启奏说：“吊唁敬候夫人，需要张帷幕在端门外左边。群臣如上朝一样站位，皇帝带黑介帻和进贤冠，哭十五声。”明帝又数次下诏询问大臣旧礼是怎样的，散骑常侍缪袭以东汉邓太后之母新野君以及光武帝刘秀的舅舅恭侯樊宏为例。明帝同意说：“应当依据周礼。”于是明帝披麻戴孝亲自参加了葬礼，朝中文武百官陪同致祭送葬。同年十一月，明帝感到母亲甄后陵墓的地势过于低矮，便委派甄像以兼职太尉的身份，持皇帝节杖到邺城，祭告土神，改葬甄皇后于朝阳陵。甄像完成使命返朝后，升为散骑常侍。
青龙二年（234年）春天，明帝下诏追谥甄后之兄甄俨为安城乡穆侯。夏天，东吴军队进犯扬州，明帝任命甄像为伏波将军，持旌节代他督师出征。战后，又再任命甄像为射声校尉。青龙三年（235年）甄像去世，追赠卫将军，改封魏昌县，谥号为魏昌县贞侯。儿子甄畅继承其爵位。又封甄畅的弟弟甄温、甄韡、甄艳皆为列侯。
景初元年（237年）夏，朝中掌管礼乐祭祀的官员议定七座宗庙的排列顺序，分别祭祀列祖列宗。冬季，他们又奏请明帝说：现在皇上为文昭皇后修建了寝庙，这正如同周人所建的姜嫄神庙一般。但皇上却没有明确发布诏令，宣布文昭皇后的寝庙永远享受祭祀和保护，这样如果论起甄皇后的功绩和报答生母仁德，皇上您在历史上可是要留下遗憾的。后人不能完全体察到您的一片忠孝之心啊！臣等奏请皇上恩准，文昭皇后的寝庙应该世世代代享受祭祀，和祖宗神庙享受同等的待遇，并由朝廷颁布万世不毁的法令，以弘扬文昭皇后圣明贤德的遗风。”明帝完全赞同这项奏请，于是下诏，宣布文昭皇后的寝庙和另外七座宗庙享受同等祭祀礼仪，并将此规定铭刻于金鼎，藏之于金柜，以传示子孙后代。
明帝对他的舅族格外怀念。甄畅此时年纪尚小，到景初末年（239年），明帝便任命他为射声校尉，加散骑常侍官职，还特意为他修了一座豪华气派的大宅第。落成之日，明帝亲自前往验看，并传令在府第后园为母亲甄氏建起一座观庙，这个里巷取名为渭阳里，意在寄托对母亲的思念。“渭阳“出自《诗经·秦风》：我送舅氏，曰至渭阳。何以赠之？路车乘黄。我送舅氏，悠悠我思。何以赠之？琼瑰玉佩。秦康公时为太子，赠送晋文公于渭之阳，念母之不见也，我见舅氏，如母存焉。
正始四年（244年）春正月，皇帝曹芳加元服，赏赐群臣。四月，立皇后甄氏，大赦天下。怀甄皇后，是文昭皇后哥哥甄俨的孙女。

## 人物评价
- 刘良：“此女贵乃不可言。”（《三国志·魏书·后妃传》）
- 武宣卞皇后：“此真孝妇也。”（《三国志·魏书·后妃传》）
- 孔融：“融与太祖书曰，‘武王伐纣，以妲己赐周公。’”（《三国志·魏书·孔融传》）
- 王朗：“伏惟先后恭让著於幽微，至行显於不言，化流邦国，德侔二南，故能膺神灵嘉祥，为大魏世妃。虽夙年登遐，万载之后，永播融烈，后妃之功莫得而尚也。案谥法：‘圣闻周达曰昭。德明有功曰昭。容仪恭美曰昭。’昭者，光明之至，盛久而不昧者也。宜上尊谥曰文昭皇后。”（《三国志·魏书·后妃传》）
- 鱼豢：“颜色非凡。”（《魏略》）“太祖闻其意，遂为迎取，擅室数岁。”（裴注佚句，载于《魏略辑本》，以及刘孝引《魏略》补注《世说新语》）
- 陈寿：“魏后妃之家，虽云富贵，未有若衰汉乘非其据，宰割朝政者也。鉴往易轨，於斯为美。追观陈群之议，栈潜之论，适足以为百王之规典，垂宪范乎后叶矣。”（《三国志·魏书·后妃传》）
- 王沈：“后之贤明以礼自持如此。”（《魏书》）
- 刘义庆：“甄后惠而有色；姿貌绝伦。”（《世说新语》）
- 《六帖》：“甄后，面白，泪双垂如玉箸。”
- 房玄龄：“自曹刘内主，位以色登，甄、卫之家，荣非德举。”（《晋书》）
- 文同：“素质静相依，清香暖更飞。 笑从风外歇，啼向雨中归。 江令歌琼树，甄妃梦玉衣。 画堂明月地，常此惜芳菲。”
- 梅挚：“酒酣倚栏惜红晖，炳素徘徊萦不飞。 魏宫甄后昼方寝，彷佛有人持玉衣。 此邑古来无异政，室家疮痏何由庆。”
- 穆修：“万金期胜赏，三月破秾芳。妒忌巫娥雨，摧残洛苑香。 怨啼甄后玉，寒出贵妃汤。掩敛无聊极，谁来替断肠。”（《雨中牡丹》）
- 张宪：“白露下塘蒲，芙蓉秋露湿。不忍生离别，时抱蒹葭泣。”（《塘上行拟甄后》）
- 邹祗谟：“瑰姿艳逸，着雾绡、云縠是何人。但见凌波微步，罗袜自生尘。 手托明珠翠羽，向芝田、蘅馆启朱唇。却含辞未吐，明眸转盼，暗识洛灵甄。 当日枕遗玉缕，令陈王、耿耿暗销魂。绣出神光离合，浮动素绫纹。 想挑鸾彩鸾期近，便绣凤绣虎才分。”
- 屈大均：“九岁解持甄后笔，十三能读谢公书。怀中玉映尤娇小，异日张玄妹不如。”（《题张子册》）
- 杨慎：“甄氏何物，一女竟致曹氏父子三人交争如此。”（《升庵集》）
- 董以宁：“离合神光，有人分得陈思绣。流风回雪更惊鸿，髣髴还重觏。 手把镂金带枕，并明珠、洛川亲授。任人呼作，水上宓妃，宫中甄后。 记得当初，袁家新妇啼痕透。此身早是属君王，不被人僝僽。 愁到弃捐葱韭。也应同、燃箕泣豆。为他想遍，才下鸳针，何曾轻就。”（《烛影摇红·为王阮亭题余氏女子绣洛神图》）
- 薛福成：“魏之文昭甄后，甄后以潜养袁氏之孤，致遭谮害，倦倦故夫，其心可原。”（《庸盒筆記》）
- 蒲松龄：“始于袁，终于曹，而后注意于公干，仙人不应若是。”（《聊斋志异》）
- 蔡东藩：“独于甄氏之再适曹丕，却未肯下一曲笔，可褒则褒，可贬则贬；古称妇人从一而终，夫死尚当守节，胡为袁熙未亡，甄氏即背夫改适耶？至若曹丕之霸占人妻，与曹操之妄纳子妇，皆为名教罪人，贬甄氏，正所以贬操丕也。人情孰不贪生而恶死，况属妇人？而迫命改醮者，实由操丕，操丕之不道可知矣。”“丕妻甄氏，容既绝世，妖艳绝伦，发尤美观，尝将万缕青丝，挽就云鬓，号灵蛇髻，光泽可鉴。”（《后汉演义》）
- 卢弼：“盛称甄后在室之孝友，裴注所引各书亦具述后之贤明不妒，乃忽以怨言赐死，前后未免不相应。总之后之归帝，本不以正，其不获令终，固无足怪。宫省事秘，隐奥难窥，开国之初而不能容一妇人，事涉离奇，读史者不能不为之推寻也。”（《三国志集解》）“既知贤女未有不学，何学焉而不知从一而终之义乎？”“曹公屠邺，令疾召甄，左右白五官中郎将已将去，曹公有“今年破贼正为奴”之语。子桓之久不得立为太子，或亦以是之故；明帝之崩，时年卅六，袁胤曹嗣，深滋疑实，杀母留子，藉以灭口。”“窃谓承祚此文，实为曲笔，读史者逆推年月，证以甄夫人之赐死，魏明之久不得立为嗣，则元仲究为谁氏之子，可不言而喻矣。”
- 史梦兰：“玉箸双垂湿绣巾，邺中不似故宫春。含情独绾灵蛇髻，珍重陈王赋洛神。”“为念慈亲宝玺彰，玉衣犹记旧时祥。列侯爵袭平原主，戚里加恩重渭阳。”（《全史宫词》）
- 萧旷：“玉箸凝腮忆魏宫，朱弦一弄洗清风。明晨追赏应愁寂，沙渚烟销翠羽空。”（《与萧旷冥会诗（《甄后留别萧旷》）》）

## 軼聞典故

### 魏氏春秋
袁绍被打败之后，曹操的儿子曹丕私自纳甄氏为妻，孔融写信嘲笑曹操说：“武王伐纣，将妲己赏赐给周公。”曹操因为知道孔融学识渊博，以为是书中的典故，后来见到他，就询问这件事，孔融回答道：“用现在的事来看，自然就明白了！”

### 世说新语
魏文昭甄皇后贤惠而美貌，起先是袁熙的妻子，甚为得宠。曹公攻打进邺城后，便令人召见甄氏，左右的人都禀告说：“五官中郎将曹丕已经去了。”曹操说：“今年攻打邺城正是为了她。”

### 甄后出拜
曹丕为太子时，曾经请诸位文学椽（属官名）宴饮，宾客尽欢，曹丕命夫人甄氏出拜，坐中客人都低头伏在地上，唯有刘桢不拜，反而平视甄夫人，曹操听说了这件事，便惩罚了刘桢，减去他的死刑发配去做劳力磨石。蒙求中也有“甄后出拜，刘桢平视”的典故。

### 宓妃留枕
唐代李善注引《汉书音义》：宓妃，是伏羲的女儿，溺死于洛水中成为洛水之神。《昭明文选》说：魏东阿王曹植曾求娶甄氏为妃，曹操却将她许给曹丕。甄后被进谗而赐死后，曹丕将她的遗物玉带金镂枕送给曹植。曹植离京归国途经洛水，梦见甄后对他说：“我本托心君王，其心不遂。此枕是我在家时从嫁，前与五官中郎将（曹丕），今与君王。”（句中“宓妃”即洛神，代指甄后）说完，就消失不见了，遣人送来一颗宝珠，东阿王悲喜不能自胜，便有感而發，寫成了《感甄賦》（後明帝改名為《洛神賦》）。李商隐在《无题》中借此典故咏诗：飒飒东风细雨来，芙蓉塘外有轻雷。金蟾啮锁烧香入，玉虎牵丝汲井回。贾氏窥帘韩掾少，宓妃留枕魏王才。春心莫共花争发，一寸相思一寸灰。

### 灵蛇髻
魏宫庭院中有一条绿色的蛇，嘴里不断吐出红珠，像梧子一样大，却从不伤人，每次想伤害这条蛇的时候它就会消失不见。只有每天甄后梳妆时，这条蛇才盘结成如同髻一般的形状出现于她面前，甄后觉得非常奇怪，因此效仿这条蛇盘结的形状梳髻，巧夺天工，所以甄后的发髻样式每天都翻新不同，这种发髻被叫做灵蛇髻，其他宫人纷纷效仿，却不得甄后一二分美丽。

### 邺中妇人
窦建德曾经发掘邺城中一座古墓，墓中没有别的物品，打开棺材后其中躺有一个妇人，颜色如同活人一样，姿容艳丽，年纪看上去只有二十几岁，穿的衣物也并非现世的形制，没过多久似乎有了气息，窦建德于是将妇人收入军中，三天之后醒来，说：“我是魏文帝的宫人，随甄皇后在邺城，死了之后葬在这里，命中应当再生，但是没有亲属可以申诉，于是在一直待在墓中，不知道如今的年月。”又说甄后被害的前因后果，都了了分明。窦建德非常宠爱她，后来窦建德被太宗所灭，太宗想要纳她，她辞说：“妾在黄壤中幽闭已经有三百年了，若是没有窦公，怎么能再重见天日，现在他死了，我也没法独活。”于是含恨而死，太宗为此感到伤心。

## 家族成员
父母
- 父：甄逸，上蔡令；太和元年三月，追封安城乡敬侯；青龙四年，改魏昌侯。
- 母：張氏：常山人；太和元年四月薨。

哥哥
- 甄豫，早終
- 甄俨，舉孝廉，大將軍掾、曲梁長；青龙二年春，追封安城乡穆侯；青龙四年，改魏昌侯；妻刘氏，青龙四年追封东乡君。
- 甄堯，舉孝廉

姐姐
- 甄姜
- 甄脫
- 甄道
- 甄榮

丈夫
- 袁熙，幽州刺史（建安中─204年）
- 曹丕，魏文帝（204年─221年）

兒子
- 曹叡，即魏明帝

女兒
- 東鄉公主

亲属
- 甄像，安城乡侯。任虎贲中郎将，迁散骑常侍，伏波将军，持节太尉，监军，又兼射声校尉。追赠卫将军，封魏昌县，谥贞侯。
- 甄畅，射声校尉，加散骑常侍，袭爵魏昌侯。追赠车骑将军，谥恭侯。儿子甄绍袭爵。其余诸子皆封列侯。
- 甄温，甄艳，甄韡，皆为列侯。
- 甄黄，列侯，与明帝爱女平原懿公主曹淑合葬。[42]
- 甄德，明元皇后从弟，承甄氏姓，封平原侯，袭公主爵。甄德先后娶司马师，司马昭女（即京兆长公主）为妻。魏咸熙初，任镇军大将军，封广安县公。入晋后，加特进，历任宗正、侍中、大鸿胪，死后赠中军大将军，谥恭公。
- 甄毅，列侯，越骑校尉。
- 甄氏，邓哀王妃，曹操聘其为曹冲妻，冥婚合葬。[43]
- 甄氏，齐王曹芳皇后。甄后之兄甄俨的孙女，葬怀清陵。其母封广乐乡君。

（列侯为非宗室的异姓臣僚之最高封爵，皆领金印紫绶，有食邑，可领三十亩田地。）

### 后代
甄琛，父甄凝，州主簿。北魏世宗时任中散大夫、兼御史中尉，转通直散骑常侍。

## 个人作品
|  | 蒲生我池中，其叶何离离。傍能行仁义，莫若妾自知。 众口铄黄金，使君生别离。念君去我时，独愁常苦悲。 想见君颜色，感结伤心脾。念君常苦悲，夜夜不能寐。 莫以豪贤故，弃捐素所爱？ 莫以鱼肉贱，弃捐葱与薤？ 莫以麻枲贱，弃捐菅与蒯？ 出亦复何苦，入亦复何愁。 边地多悲风，树木何翛翛！ 从君致独乐，延年寿千秋。 |

甄氏著有诗歌《塘上行》一首，属《相和歌·清调曲》。以沉痛的笔触抒发了被弃的哀愁与悲痛，整部作品于阴云密布中透露出一种刻骨的悲伤之情。王叡在《炙毂子》中又说名《塘上辛苦行》明代徐祯卿在《谈艺录》中感慨此诗云：“诗殊不能受瑕，工拙之间，相去无几，顿自绝殊。”这首《塘上行》堪称乐府诗歌的典范，最初编入南朝《玉台新咏》、唐《艺文类聚》等诗集，承传于后世，当代《中国历代才女诗歌鉴赏辞典》、《中国皇后全传》等著作，都录有此诗。
注:《塘上行》非曹操或曹丕、曹植之作品，已证实乃文昭甄皇后之作。

## 朝阳后陵

### 文献记载
文昭皇后甄氏在史书中即富有传奇色彩、美貌倾城，知书达理。三国时北有甄姬，南有二乔，可见三人在三国鼎立时人们心中的地位。太和四年十一月，其子明帝曹叡派甄氏的侄子甄像持节到甄氏墓前“昭告后土”，十二月迁葬朝阳陵, 掘地得玉玺，上刻“天子羡思慈亲”。此外，邺城还有祭祀甄氏的文昭庙。
史料中还记载了一则有关朝阳陵的诡异盗墓事件。这则故事记载于《神异录》中，讲的是隋末起义军将领窦建德盗墓时遇到的一桩奇事。大业七年炀帝征兵讨伐高丽（今朝鲜），窦建德拒绝东征，遂率乡人起事。此事即《新唐书》中所述的“招亡兵及民无产者数百，使安祖率之，入高鸡为盗。”窦建德起事后，在没有资助、粮食的情况下，为了维持义军的日常开销，仿效曹操盗墓掘宝。不知是天意还是巧合，竟然盗到了曹操的儿子——魏文帝曹丕甄皇后的宫女墓。开棺后发现里面有一个栩栩如生的年轻女子，穿着的衣物和陪葬品都显示出这女子不是当今人。怪的是，窦建德将她带回军中调养了一番，三天后就能说话了，她自称是曹丕皇后的宫女，对于甄皇后生前的事都能问对自如，窦建德收做了房妾，对她十分宠爱。后来李世民听说了这件事，要收她做后宫妃子。她决不依从，表示是窦建德救了她的命，她才有了今天，这份再生之恩不能忘记。后来郁郁不乐，含恨而死，李世民听说后，为她可惜。
唐代《通典·州郡典·邺郡》记载，邺城建有魏武帝，魏文帝，文昭甄后三陵台。北魏，北齐都以邺城为国都。《晋史》说：“石勒与诸位将军商议，想要攻打邺城占领为国都，张宾进言说：‘三台险固，恐怕不好攻打。’于是石勒便进据襄国。
据《临漳县志》注引《隶续》，北宋哲宗绍圣年间，邺城附近的农民在耕地时，发现了一件镌刻有“文昭皇后识坐版函”八字的文物。版函是古代一种用来盛放诗文或信件的木制盒子，这只版函应当是曹叡追尊其母，改葬时置于陵庙之中的随葬品。晚清时，嘉兴太守林衡的父亲任官时经过临漳，请人将函盖上的八个隶字临摹下来，遂传于世。

### 甄妃墓
现存甄妃墓位于河南与河北交界的灵芝村，从安阳沿平原路向行，到六寺向西拐入灵安路，穿过安阳县柏庄镇政府所在地辛店集，就是甄妃墓所在地灵芝村。甄妃墓原封土很大，上世纪大跃进时，平整土地，村民取土导致封土面积、高度不断减小，最终形成现在的模样，封土仅存高两米有余，墓室应为穹庐顶砖室，如今墓冢周围还散落很多碎砖，该墓在2009年进行过考古发掘。残余封土上有通向墓室地洞一，但此洞不到半米的深处即被掩埋堵死。封土坑后有清代所建房屋，为当地人祭奠甄妃所用，历史学者徐作生先生20年前曾到甄妃墓实地考察，看到墓前的蒿草长得比人还高，周围残瓦和石柱础遍地皆是，墓上封土已削去大半，露出一个大窟窿，里面残砖交错，砖上满是青苔。
但是如今情况已经大不相同。根据乾隆版《彰德府志》记载，魏武帝陵与甄皇后朝阳陵同在灵芝村，因此，随着与朝阳陵相距不过十公里的曹操高陵被发现，现朝阳陵已随之成为了当地一处小有名气的名胜古迹，灵芝村村民为其修缮整顿门楼。
不过，近来也有学者认为，灵芝村的甄妃墓位于漳河的中下游，地下水位偏高，而且容易受到洪涝灾害侵蚀，应该是“四年十一月，以后旧陵庳下，使像兼太尉，持节诣邺，昭告后土。”中提到的“初陵”。对于朝阳陵的确切位置还需要进一步的考古发掘才能够定论。

## 藝術形象
甄氏在古代和現代的不少創作中均有出現，包括戲曲、小說、電視劇、電腦遊戲等。部分是根據甄氏和曹植戀愛的傳說改編，亦有其他題材，這些作品中的甄氏都是絕世美女。

### 文學
| 年份   | 類型 | 作品名稱           | 作者           |
| ------ | ---- | ------------------ | -------------- |
| 8??年  | 詩歌 | 《涉洛川》         | 李商隱         |
| 13??年 | 小說 | 《三國演義》       | 羅貫中         |
| 1766年 | 小說 | 《聊齋誌異》       | 蒲松齡         |
|        | 小說 | 《洛神》           | 南宮搏         |
|        | 小說 | 《洛神》           | 胡曉明、胡曉輝 |
|        | 小說 | 《洛神（美人吟）》 | 夏雪缘         |

在小说《三国演义》中，甄氏生平与正史大体相当。初期嫁与袁绍次子袁熙，袁熙带兵出外征战，留下甄氏独身照顾婆婆，袁氏败亡后，曹操之子曹丕见其美艳动人，便纳为己有。黄初年间，魏文帝曹丕登基后，郭贵妃以巫蛊之术陷害甄氏。文帝曹丕大怒，将甄氏赐死。
在志怪小说《聊斋志异》中，有《甄后》篇，甄氏死后登入仙籍，偶然犯了罪，于是下凡以身报答刘桢的后身刘仲堪。当年刘桢因为她而遭到惩罚。甄氏离开后，刘仲堪思念美人成疾，于是甄氏派当初铜雀台姬妾与他成亲。

### 戲劇
| 年份   | 類型   | 作品名稱       | 角色 | 演員     |
| ------ | ------ | -------------- | ---- | -------- |
| 1955年 | 京剧   | 《洛神》       | 甄氏 | 梅兰芳   |
| 1956年 | 京剧   | 《洛神》       | 洛神 | 金素琴   |
| 1957年 | 粵劇   | 《洛神》       | 甄宓 | 芳艷芬   |
| 1966年 | 潮劇   | 《洛神》       | 甄宓 | 方巧玉   |
| 1983年 | 歌仔戲 | 《洛神》       | 甄宓 | 司馬玉嬌 |
| 1987年 | 歌仔戲 | 《金縷歌》     | 甄宓 | 葉青     |
| 1994年 | 歌仔戲 | 《洛神》       | 甄宓 | 馮寶寶   |
| 1996年 | 越剧   | 《曹植与甄洛》 | 甄洛 | 单仰萍   |
| 2010年 | 舞台劇 | 《水月洛神》   | 甄宓 | 唐诗逸   |
| 2012年 | 歌仔戲 | 《燕歌行》     | 甄宓 | 許秀年   |

### 影視
| 年份   | 類型   | 作品名稱                   | 角色 | 演員   |
| ------ | ------ | -------------------------- | ---- | ------ |
| 1975年 | 電視劇 | 《民間傳奇之洛神》         |      | 苗金鳳 |
| 1982年 | 電影   | 《銅雀王朝洛神傳》         |      | 呂秀菱 |
| 1985年 | 電視劇 | 《洛神賦》                 |      | 李靜莉 |
| 1989年 | 電視劇 | 《七世姻缘之洛神赋》       |      | 邱于庭 |
| 1994年 | 電視劇 | 《三国演义》               |      | 史兰芽 |
| 1999年 | 電視劇 | 《曹操》                   |      | 戴云霞 |
| 2002年 | 電視劇 | 《洛神》                   |      | 蔡少芬 |
| 2004年 | 電視劇 | 《洛神續集》               | 甄氏 | 潘雨辰 |
| 2013年 | 電視劇 | 《新洛神》                 |      | 李依晓 |
| 2017年 | 電視劇 | 《終極三國》               |      | 鄭丞丞 |
| 2017年 | 電視劇 | 《大軍師司馬懿之軍師聯盟》 | 甄宓 | 张芷溪 |
| 2018年 | 電視劇 | 《三国机密之潜龙在渊》     | 甄宓 | 汪小敏 |
| 2021年 | 節目   | 《舞千年》                 | 甄宓 | 華宵一 |

### 遊戲
| 電視遊戲     | 《真·三國無雙》（稱為「甄姬」，繁體中文版稱為「甄宓」，住友優子配音） |
| 電視遊戲     | 《無雙OROCHI系列》（称为「甄宓」）                                    |
| 電腦遊戲     | 《三國志系列》（稱為「甄氏」）                                        |
| 電視遊戲     | 《臥龍:蒼天殞落》（稱為「甄宓」）                                     |
| 街机遊戲     | 《三國志大战》（稱為「甄皇后」[魏军]及「甄洛」[袁军→汉军]）           |
| 桌上纸牌游戏 | 《三国杀》（称为「甄姬」）                                            |
| 手机游戏     | 《神魔之塔》（称为 [ 愁楚孤女-甄宓 ]）                                |
| 手机游戏     | 《王者荣耀》（称为「甄姬」）                                          |
| 手机游戏     | 《一個官七個妻》（称为「甄宓」）                                      |
| 手机游戏     | 《朕的江山》（称为"甄姬"属于传说级武将）                              |

### 漫畫
| 日本漫畫 | 《蒼天航路》（稱為「甄姚」） |
| 香港漫畫 | 《火鳳燎原》（稱「甄宓」或「甄姬」）設定為袁方把甄宓周旋於袁譚、袁熙、袁尚三兄，在官渡之戰篇時正式登場並成袁熙妻子，在曹操攻下鄴城時為曹丕所接收，在第557回中交代和張春華為姊妹關係。 |

## 延伸阅读
[在维基数据编辑]
 在维基文库阅读此作者作品（ 在维基共享资源阅览影像）
 《三國志·卷05》，出自陳壽《三國志》